# Discografia di Rosanna Fratello
Questa voce elenca l'intera discografia italiana di Rosanna Fratello del periodo 1969–2019 con i dischi pubblicati da tredici etichette differenti: Ariston, Ricordi, Baby Records, Durium, Hansa Records, Panarecord, Five Record, Balance Records, Carrere Records, Top Records, SAAR Records, D.V. More Record e Azzurra Music.
Consistono in tredici album di studio (tra cui due consistono in nuovi arrangiamenti di precedenti successi), una compilation e 39 singoli (tra i quali 38 sono a 45 giri e uno in digital download editato dalla Clodio Management).

## Album in studio
- 1970 – Rosanna (Ariston AR/Lp 11010)
- 1971 – La ragazza del Sud (Ariston AR/Lp 12051)
- 1973 – Sono nata in un paese molto lontano (Ricordi SMRL 6102)
- 1974 – Canti e canzoni dei nostri cortili (Ricordi SMRL 6136)
- 1974 – Tanghi e valzer di casa mia (Ricordi SMRL 6143)
- 1975 – Musiche di casa nostra (Ricordi SMRL 6161)
- 1976 – Vacanze (Ariston AR Lp 12291)
- 1980 – Mediterraneo (Balance Records BLN 46501)
- 1990 – Rosanna ieri, Rosanna domani (Carrere Records CAR 117)
- 1994 – Stammi vicino (Top Records 16632 0001–2)
- 1998 – Io vivrò e tutti i miei grandi successi (SAAR Records CD 22191) – nuove versioni con un inedito, Io vivrò
- 1999 – Sono una donna non sono una santa (D.V. More Record CD DV 6312) – nuove versioni
- 2011 – Tre rose rosse (Azzurra Music TBP11593)

## Compilation
- 1973 – Hits (Ariston AR/Lp 12092)

## Ristampe
- 1999 – Il meglio (MR Music Italy MRCD 4171) – ristampa dell'album Sono una donna non sono una santa

## Singoli
- 1969 – Il treno/La nostra città (Ariston AR 0307)
- 1969 – Lacrime nel mare/Dove finisce il mare (Ariston AR 0314)
- 1969 – Non sono Maddalena/La vita è rosa (Ariston AR 0330)
- 1969 – Piango d'amore/La nostra città (Ariston AR 0441)
- 1970 – Il mio sguardo è uno specchio/Pane e gioventù (Ariston AR 0346)
- 1970 – Ciao anni verdi/Il foulard blu (Ariston AR 0352)
- 1970 – Una rosa e una candela/Io non so dirti di no (Ariston AR 0361)
- 1970 – Io canto per amore/Avventura a Casablanca (Ariston AR 0371)
- 1971 – Amsterdam/Non fa niente (Ariston AR 0500)
- 1971 – Un rapido per Roma/Mi guardo intorno (Ariston AR 0513)
- 1971 – Sono una donna, non sono una santa/Vitti 'na crozza (Ariston AR 0527)
- 1972 – Smetti di piovere/Il cielo dell'amore (Ariston AR 0526)
- 1972 – Io ti amo alla mia maniera/Vivere insieme (Ariston AR 0540)
- 1972 – Sant'Antonio nel deserto/Lu polverone (Ariston AR 0562)
- 1972 – Lu forestiero dorme la notte sull'aia/Pellegrinaggio a Montevergine (Ariston AR 0563)
- 1972 – Lu pete di San Gabriele/Vola, vola, vola (Ariston AR 0563)
- 1972 – L'amore è un marinaio/Prigioniero (Ricordi SRL 10668)
- 1972 – Amore di gioventù/Via del mercato (Ricordi SRL 10679)
- 1972 – Figlio dell'amore/Stasera tu ed io (Ricordi SRL 10686)
- 1973 – Calavrisella/Ciuri ciuri (Ricordi SRL 10691)
- 1973 – Nuvole bianche/Amore vecchio stile (Ricordi SRL 10693)
- 1974 – Un po' di coraggio/Piano piano piano (Ricordi SRL 10716)
- 1974 – Caro amore mio/Che strano amore (Ricordi SRL 10716)
- 1975 – Va' speranza va'/Qualcosa di te (Ricordi SRL 10752)
- 1975 – Il bimbo/Amore come pane (Ariston AR 00678)
- 1975 – Amore bianco/Povera cocca (Ariston AR 00683)
- 1976 – Il mio primo rossetto/Pazza io (Ariston AR 00724)
- 1976 – Vacanze/La strada di casa (Ariston AR 00737)
- 1977 – Listen/Sempre sola (Baby Records BR 035)
- 1978 – Quando una donna tace è sempre un angelo/Ragazzino ragazzino (Baby Records BR 070)
- 1980 – Per un uomo che va/Ma quando penso (Balance Records BLN 46001)
- 1981 – Schiaffo/Piacere mi chiamo amore (Durium LD AI 8110)
- 1982 – Se t'amo t'amo/Duello (Durium LD AI 8136)
- 1982 – Al cuore bang bang/Smania (Durium LD AI 8156)
- 1983 – Figlia d'Italia/Al cuore bang bang (Hansa LC 0835)
- 1984 – La carovana/Sola (Panarecord P 7329)
- 1985 – Mi innamoro sempre/El parasol (Ricordi SIR 20227)
- 1986 – Amore scusami/La lontananza (Five Record FM 13150)
- 2019 – Non si pesa in grammi l'anima (Clodio Management) – singolo digitale
- 2024 – Se t'amo t'amo (nuova versione 2024) (Clodio Music) – singolo digitale
- 2025 – Profumo di pesca (Clodio Music) – singolo digitale